# Patrik Gunnarsson
Patrik Gunnarsson, né le 15 novembre 2000 à Kópavogur en Islande, est un footballeur international islandais qui joue au poste de gardien de but à Courtrai.

## Biographie

### En club
Né à Kópavogur en Islande, Patrik Gunnarsson est formé par l'un des clubs de sa ville natale, Breiðablik. Il est repéré par le club anglais de Brentford, où il signe en 2018. Dans un premier temps intégré à l'équipe réserve du club, il fait sa première apparition avec l'équipe première le 9 mars 2019, lors d'une rencontre de championnat face à Middlesbrough. Il entre en jeu à la place de Daniel Bentley, sorti sur blessure, et son équipe l'emporte par deux buts à un.
Le 20 février 2020, Gunnarsson est prêté au Southend United, pour renforcer le poste de gardien en raison de l'absence sur blessure de Mark Oxley (en).
Le 7 septembre 2020, Gunnarsson est prêté au club danois du Viborg FF jusqu'à la fin de l'année.
Le 5 janvier 2021, Gunnarsson fait son retour au Danemark, pour un prêt au Silkeborg IF jusqu'à la fin de la saison.
Le 30 août 2021, Patrik Gunnarsson rejoint cette fois la Norvège pour un prêt au Viking Stavanger jusqu'à la fin de l'année. Le 17 janvier 2022, Gunnarsson rejoint définitivement le Viking Stavanger. Il signe un contrat de quatre ans.
Le 16 juillet 2024, Patrik Gunnarsson prend la direction de la Belgique en s'engageant en faveur de Courtrai. Il signe un contrat de quatre ans, soit jusqu'en juin 2028,.

### En sélection
Patrik Gunnarsson représente l'équipe d'Islande des moins de 17 ans. Il joue un total de trois matchs avec cette sélection, tous en 2016.
Le 30 décembre 2019 Patrik Gunnarsson est convoqué pour la première fois avec l'équipe nationale d'Islande pour des matchs amicaux de janvier 2020. Il doit toutefois attendre le 9 juin 2022, et un match amical contre Saint-Marin pour honorer sa première sélection avec l'Islande. Il est titularisé ce jour-là et son équipe l'emporte par un but à zéro.